# Панков, Фёдор Ильич
Фёдор Ильич Панков (18 июля 1914, Татаново, Тамбовская губерния — 1995) — разведчик 597-го стрелкового полка, красноармеец — на момент представления к награждению орденом Славы 1-й степени.

## Биография
Родился 5 июля 1914 года в селе Татаново (ныне — Тамбовского района Тамбовской области). Окончил 2 класса. Работал на заготовке леса и торфоразработках.
В Красной Армии и в боях Великой Отечественной войны с августа 1942 года. Первое боевое крещение получил в боях на Валдайском направлении. Воевал Северо-Западном, Центральном, 1-м и 2-м Украинских, 1-м Белорусском фронтах.
Командир отделения взвода пешей разведки 645-го стрелкового полка красноармеец Панков в составе группы разведчиков 22 марта 1944 года вступил в бой с парашютистами противника, лично уничтожил двух противников, одного взял в плен. 23 марта 1944 года вместе с разведчиками атаковал занятый противником дом на окраине населённого пункта Липник. В завязавшемся бою огнём из автомата истребил несколько пехотинцев, одного пленил. Приказом командира 202-й стрелковой дивизии от 1 апреля 1944 года за мужество, проявленное в боях с врагом, красноармеец Панков награждён орденом Славы 3-й степени.
Разведчик 597-го стрелкового полка красноармеец Панков в составе разведывательной группы в ночь на 16 февраля 1945 года восточнее города Шнайдемюль проник в расположение противника, вступил в бой и уничтожил десять противников, взял в плен офицера с документами, доставил его в штаб полка. Приказом по 3-й ударной армии от 4 апреля 1945 года красноармеец Панков награждён орденом Славы 2-й степени.
25 апреля 1945 года, выполняя задание в тылу врага, на северо-западной окраине города Берлин обнаружил засаду противника и с разведчиками внезапно атаковал неприятеля, первым ворвался в его расположение, подорвал гранатой пулемёт с расчётом, в рукопашной схватке поразил шесть солдат, пять взял в плен. В бою был ранен, но остался в строю.
Указом Президиума Верховного Совета СССР от 15 мая 1946 года за мужество, отвагу и героизм красноармеец Панков Фёдор Ильич награждён орденом Славы 1-й степени.
В 1946 году демобилизован. Вернулся на родину. Трудился в колхозе. Жил в городе Тамбов.
Награждён орденами Славы 1-й, 2-й и 3-й степени, Отечественной войны 1-й степени, двумя орденами Красной Звезды, медалями.
Скончался 11 марта 1995 года. Похоронен в селе Татаново.